# رودنیچنویه
رودنیچنویه (قزاقی: Рудничное) یا Шалқаркөл یک دریاچه در استان پاولودار کشور قزاقستان است.